# Estilbenoide

EL resveratrol es un estilbenoide de importancia biológica.

Los estilbenoides son derivados hidroxilados del estilbeno. Se caracterizan por poseer una estructura C6-C2-C6. En términos bioquímicos, pertenecen a la familia de los fenilpropanoides y comparten la mayor parte de su biosíntesis de vía con las chalconas. Los estilbenoides son productos secundarios del duramen de los árboles que pueden actuar como fitoalexinas.
Existe un estilbenoide bacteriano, el (E)-;3,5-Dihidroxi-4-isopropil-trans-estilbeno, compuesto producido por Photorhabdus el cual es un simbionte bacteriano de los nemátodos de insectos llamados Heterorhabditis.
Un ejemplo de un estilbenoide es el resveratrol, que se encuentra en las uvas y que se ha sugerido que tiene muchos beneficios para la salud.
Las formas oligoméricas de estos compuestos se conocen como oligoestilbenoides.

## Química
Por efecto de la irradiación UV, el estilbeno y sus derivados sufren una reacción de ciclación intramolecular para formar dihidrofenantrenos.

## Propiedades de las fitoalexinas
Algunos estudios sugieren que las fitoalexinas son responsables de la resistencia que presentan los árboles a algunas enfermedades, tales como el marchitamiento de pino.

## Estilbenoides conocidos
Agliconas
- Piceatannol
- Pinosilvina
- Pterostilbeno
- Resveratrol

Glucósidos
- Astringina
- Piceída